# Du Mai

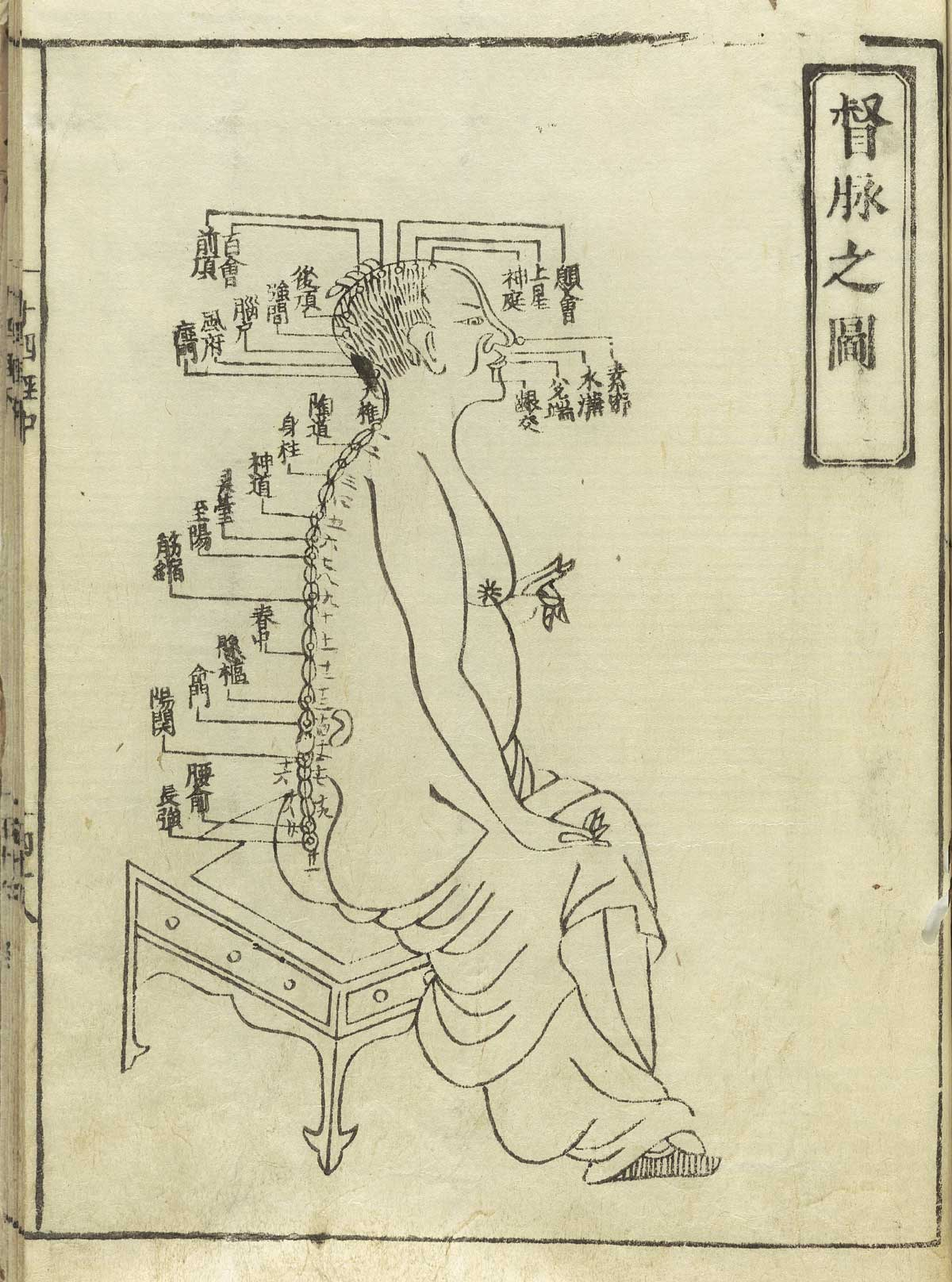
El meridiano del Vaso Gobernador

En la medicina china tradicional, Du Mai (督脉, dū mài), Tou Mo o Vaso Gobernador (VG), hace referencia a uno de los ocho Qi Jing Ba Mai, o meridianos considerados extraordinarios. Este meridiano tiene 28 puntos acupunturales y sirve como enlace entre los riñones, el corazón y el cerebro. Los puntos en este canal se utilizan en la acupuntura para tratar enfermedades cerebrales, fortalecer la columna vertebral y la espalda, y problemas urinarios en hombres, entre otras dolencias.
También es llamado el Mar de los meridianos Yang o Mar de Yang.
Aparte de su uso en la acupuntura, también es un término taoísta utilizado en las prácticas de Chi kung para la estimulación de la órbita microcósmica.

## Etimología y origen
El término en chino mandarín Du Mai está compuesto por dos palabras y se traduce por lo general como ‘vaso gobernador’: 
- Du (督, dū), tiene el significado de 'supervisar y dirigir'[8]
- Mai (脉, mài), tiene los significados de 'un pulso; arterias, venas; vasos sanguíneos'[9]

### Origen
La referencia más antigua sobre el canal Du Mai se encuentra en el Huangdi Neijing, un conjunto de dos libros —el Suwen y el Lingshu— considerados los más antiguos textos médicos chinos establecidos como la fuente doctrinal fundamental para la medicina tradicional china desde hace más de dos milenios.

## Descripción
El Vaso Gobernador se origina en la parte inferior del abdomen, luego desciende al perineo, viaja hacia atrás hasta el interior de la columna vertebral, sube a la llamada 'casa de viento' detrás de la nuca, entra al cerebro, sube a la parte superior y baja por la columna nasal a lo largo de la frente.
Se origina al igual que el canal Ren Mai en los riñones y desciende hasta el perineo, pero a diferencia de Ren Mai que asciende por el abdomen, Du Mai asciende por la espalda.

### Funciones
Se atribuyen las siguientes funciones al canal Du Mai:
- Dominar Yang Qi y conectar los meridianos Yang
- Entrar en el riñón, el corazón y el cerebro
- Regular la fertilidad y la concepción al influir en los genitales masculinos y femeninos
- Junto con el Ren Mai (Vaso de la Concepción), mantiene un equilibrio de Yin y Yang

### Puntos acupunturales

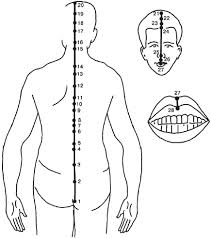
Los 28 puntos acupunturales en el meridiano Du Mai

Los 28 puntos en este canal son los siguientes:

#### Du 1, Chiang Qiang
Du 1 o Changqiang (長強, cháng qiáng) marca el punto Luo del meridiano. Aquí se cruzan Du Mai, Ren Mai, el meridiano de Vejiga y el meridiano del Riñón. Chiang Qiang significa 'fuerza eterna'. Du 1 influye en todo el canal y el sistema esquelético, haciéndolo largo y fuerte.

#### Du 2, Yao Shu
Du 2 o Yaoshu (腰俞, yāo shù) es el punto de transporte de la región lumbar. Yao Shu tiene una relación directa con la puerta de la vitalidad y la fuerza vital. Esta fuerza vital es la raíz de nuestro cuerpo y es parte del Dan Tian inferior. Este punto de acupuntura se utiliza para dolores en el sacro y la zona lumbar con extensiones a la cadera y las piernas.

#### Du 3, Yao Yang Guan
Du 3 o Yaoyangquan (腰陽關, yāo yáng guān) es un puente de Hui Yin (Ren 1) a Ming Men (Du 4). Este punto estimula el movimiento de qi a Ming Men, estimulando la función esencial de la Puerta de la vida.

#### Du 4, Ming Men
Du 4 o Mingmen (命門, mìng mén) es la llamada Puerta de la vida. También se le llama la Capital de jade e influye en el Campo de cinabrio (una metáfora del dantian y las transformaciones que allí ocurren). Los chinos creen que la esencia de la vida está entre los riñones y detrás y debajo del ombligo. Este punto accede a esta zona. Ming Men es la residencia de la esencia. 'Ming' puede significar destino. Este punto influye en el qi y la voluntad de perseguir y vivir la vida que desea una persona.

#### Du 5, Xuan Shu
Du 5 o Xuanshu (懸樞, xuán shū) permite que la energía de Ming Men continúe en la vida de una persona, para subir la escalera de la vida (el canal Du y la vértebra 24). Este es el eje para continuar en el proceso de transformación.

#### Du 6, Ji Zhong
Du 6 o Jizhong (脊中, jì zhōng) es el centro de la columna vertebral. El centro es el lugar del equilibrio y el espacio del cambio. Este punto ayuda a mantener el equilibrio para apoyar los cambios.

#### Du 7, Zhong Shu
Du 7 o Zhongshu (中樞, zhōng shū) aapoya la acción del cambio. Cuando se desee comenzar a cambiar desde un estado de equilibrio, este punto puede ayudar a una persona en nuevos movimientos.

#### Du 8, Jin Suo
Du 8 o Jinsuo (筋縮, jīn suō) apoya la flexibilidad en tu vida. Ser flexible es esencial en la salud y la vitalidad.

#### Du 9, Zhi Yang
Du 9 o Zhiyang (至陽, zhì yáng) es un punto que, estando en el canal Yang, se considera Yang dentro de Yang. La parte superior del cuerpo es Yang y Du 9 está debajo de la séptima vértebra. Siete es un número impar y es Yang. Zhi Yang ayuda a mejorar Yang y qi, y mueve a una persona hacia nuevas direcciones y transformaciones. Este punto puede promover el flujo de qi al cerebro, estimulando el Jing-Shen.

#### Du 10, Ling Tai
Du 10 o Lingtai (靈台, líng tái) se afirma que reconecta a una persona con su espíritu para continuar con su crecimiento y transformación personal. Se utiliza para tratar afecciones en los pulmones o localizadas en la zona.

#### Du 11, Shen Dao
Du 11 o Shendao (神道, shén dào) es un punto que ayuda a reconectarse con el espíritu de uno. Algunas tradiciones usan moxibustión, no acupuntura, en este punto. Se utiliza para regular el corazón, tratar las palpitaciones, limpiar el fuego del corazón, y aquietar el corazón y el espíritu. Asimismo, trata el insomnio y calma la mente.

#### Du 12, Shen Zhu
Du 12 o Shenzhu (身柱, shēn zhù) es un punto que reconecta a la persona con las cosas que la apoyan en su vida. Shen Zhu influye en Lung qi, que sostiene el cuerpo. Shen significa 'cuerpo, persona' mientras que zhu significa 'pilar, poste, apoyo'. El punto está entre los omóplatos y la tercera vértebra torácica, y puede considerarse un pilar de la columna vertebral.

#### Du 13, Tao Dao
Du 13 o Taodao (陶道, táo dào) marca el encuentro con el meridiano de vejiga. Se utiliza este punto para ayudar a una persona a superar los cambios en la vida.

#### Du 14, Da Zhui
Du 14 o Dazhui (大椎, dà zhuī) marca el punto de encuentro de los seis canales Yang. Los chinos llaman a esta vértebra "martillos de columna", es la vértebra más prominente. Da Zhui conecta los brazos, las piernas y la cabeza. Cuando esta área está abierta y fluye, el qi circula por todo el cuerpo. Este punto ayuda a guiar el qi hacia el Jing-Shen, el cerebro y la coronilla (Du 20, Bai Hui).

#### Du 15, Ya Men
Du 15 o Yamen (瘂門, yǎ mén) es conocido como la Puerta del mundo, Puerta del mutismo, Ventana del cielo, Yang de retorno de nueve agujas y punto de canal Yang Wei. Este punto ayuda a una persona a expresarse. Tiene contraindicaciones: no se realiza moxibustión en este lugar y si se puntura de manera inadecuada se dice que la persona puede quedarse sordomuda.

#### Du 16, Feng Fu
Du 16 o Fengfu (風府, fēng fǔ) es conocido como el Palacio del viento, Mansión del viento, Cuatro-Mar de Médula, Ventana del cielo, Punto fantasma y punto Yang Wei. La vía interna del canal Du se mueve hacia el cerebro en este punto. El viento puede entrar en el cuerpo en este punto/. Feng Fu puede liberar factores patógenos. También puede guiar sustancias vitales hacia y desde este punto y área del cuerpo. Desde la perspectiva de la MTC, el viento puede significar cambio. La capacidad de responder a los cambios en la vida es esencial para la salud y el bienestar. Feng Fu ayuda a adaptarse y responder al cambio.

#### Du 17, Nao Hu
Du 17 o Naohu (腦戶, nǎo hù) es conocido como la Puerta del cerebro y es un encuentro con el meridiano de Vejiga. Nao Hu es un punto que puede guiar un tratamiento en el cerebro, el Jing-Shen.

#### Du 18, Qiang Jian
Du 18 o Qiangjian (強間, qiáng jiān) se encuentra a mitad de camino entre Du 16 y Du 20. Du 16 y Du 20 tienen vías internas al cerebro. Ubicado en el medio de ellos, Qiang Jian puede influir tanto en los puntos como en su capacidad para influir en Yang. Qiang Jian puede influir en la voluntad y determinación de una persona para superar desafíos, estancamientos y obstáculos.

#### Du 19, Hou Ding
Du 19 o Houding (後頂}, hòu dǐng) está detrás de Bai Hui (Du 20), el vértice. También se le llama Detrás del vértice. Se utiliza para ayudar a ver las influencias en la vida de la persona, especialmente del pasado, que incluirían, por ejemplo, la familia, antepasados y la sociedad. Se mencional también que calma y calma el espíritu y la mente. Se puede utilizar para condiciones emocionales intensas y para tratar afecciones en el área tales como contracturas occipitales, mareos, ojos rojos, cefalea e ira.

#### Du 20, Bai Hui
Du 20 o Baihui (百會, bǎi huì) es el punto de encuentro de todos los canales Yang. Como nombres alternativos tiene los siguientes: Convergencia quíntuple, Convergencia de enlace, Cima de la montaña, Plenitud celestial, Palacio de bolas de barro. Bai Hui es un lugar de unidad que permite la integración de conocimientos espirituales en el cuerpo. Debe ser usado con precaución en caso de presión arterial alta.

#### Du 21, Qian Ding
Du 21 o Qianding (前頂, qián dǐng) es conocido bajo el nombre de Antes del vértice. 'Antes' implica lo prenatal. Se dice que este punto ayuda a comprender la vida antes del nacimiento y puede ofrecer una visión de la vida después de dejar este mundo. Puede ayudar cuando se trata de grandes transformaciones en la vida. La estimulación de Qiang Ding puede ayudar a mirar hacia el futuro.

#### Du 22, Xin Hui
Du 22 o Xinhui (囟會, xìn huì) marca el punto en donde los huesos del cráneo se fusionan y la energía queda sellada. Se establece que Xin Hui puede ayudar a guiar el qi y un tratamiento en el nivel de Jing-Shen, el cerebro y el Yuan. También puede ayudar a aflojar patrones rígidos y bloqueados.

#### Du 23, Shang Zing
A Du 23 o Shangxing (上星, shàng xīng) también se le conoce como Estrella superior, Ming Tang o Salón del brillo. En la filosofía taoísta, la humanidad es un microcosmos del Cielo, la Humanidad y la Tierra. La cabeza representa las estrellas. Du 23 está en la parte delantera y superior de la cabeza; ambos lugares son yang. El canal Du tiene una fuerte conexión con el cerebro y el Jing-Shen. Este punto influye en el shen y las emociones.

#### Du 24, Shen Ting
Du 24 o Shenting (神庭, shén tíng), conocido también como Patio de la mente o Patio del espíritu, marca el encuentro de los meridianos de la Vejiga y el Estómago. El cerebro se considera en el taoísmo el asiento del espíritu, y el canal Du tiene caminos hacia el corazón shen y el cerebro, el Jing-Shen. Shenting influye en ambos. Este punto calma el shen. Cuando el shen está en calma, se dice que la persona obtiene perspicacia y claridad.

#### Du 25, Su Liao
Du 25 o Suliao (素髎, sù liáo), conocido como Agujero de hueso blanco o Grieta blanca, ayudar a incrementar la energía Yang y abre los orificios. Se ubica sobre la línea media de la cabeza en la punta de la nariz. La moxibustión se encuentra contraindicada para este punto.

#### Du 26, Ren Zhong
Du 16 o Renzhong (人中, rén zhōng), conocido como Medio de la persona, marca el encuentro de los meridianos del Intestino Grueso y del Estómago. De acuerdo a la MTC, la nariz recibe los cinco qi del Cielo y la boca los cinco sabores de la Tierra. Ren Zhong está entre los dos y se relaciona con la humanidad. Une el Cielo y la Tierra. Está cerca del cruce de los canales Du y Ren y conecta los dos. Aquí es donde Yin-Yang puede separarse, lo que lleva a la inconsciencia. Este punto puede unir Yin-Yang, lo que lleva a la reanimación. Está situado debajo de la nariz, en el tercio superior del filtrum, es uno de los puntos de acupuntura más importantes y más utilizados en situaciones de emergencia.

#### Du 27, Dui Duan
Du 27 o Duiduan (兌端, duì duān), conocido como Extremidad de la boca, es un punto que se utiliza para limpiar el calor interno y tratar el herpes labial y otras condiciones locales. Se ubica sobre la línea media en la unión del labio superior y el frenillo lingual.

#### Du 28, Yin Jiao
Du 28 o Yinjiao (齦交, yín jiāo), conocido como Intersección de las encías, es un punto que indica el encuentro de los canales Ren y Estómago. Se utiliza para tratar las condiciones locales. Se ubica en la unión de la encía y el frenillo del labio superior.

## Otros nombres
Adicionalmente a Canal Gobernador o Mar de Yang, también este meridiano recibe los nombres de Canal de control, Canal de supervisores, Mar de individualidad y Mar de Separación.